# Luísa Coelho
Maria Luísa de Maia Júlio Teixeira Coelho (* 1954 in Luso, Angola) ist eine portugiesische Sprachwissenschaftlerin und Schriftstellerin.
Die Linguistin und Kulturschaffende ist Hochschullehrerin und Autorin einer Reihe Lehrbücher für den Unterricht der portugiesischen Sprache als Fremdsprache, aber auch einer Vielzahl Novellen, Romane, Kinderbücher und Sammlungen von Erzählungen.

## Leben
Coelho wurde in der damaligen portugiesischen Kolonie Angola geboren und ging mit ihrer Familie im Zuge der Unabhängigkeit Angolas 1974/1975 nach Portugal.
Ihr Studium an der Universität Lissabon (Germanistik, Sprachen und Literaturwissenschaften) beendete sie mit einem Abschluss in Deutscher Philologie, es folgte eine Dissertation (Ph.D.) über multimediale Erziehungskommunikation 1994 an der Universität Utrecht und 2002 ein M.A. in Politischer Philosophie an der Katholischen Universität Lissabon.
An der Universität Lissabon war sie von 1983 bis 2015 Dozentin für Portugiesisch als Fremdsprache, seit 1986 arbeitet sie auch für das portugiesische Kulturinstitut Instituto Camões. Zudem lehrte sie Portugiesisch und portugiesische Literatur fünf Jahre lang an der Universität Brasilia, danach an der Universität Agostinho Neto in Luanda und an weiteren Hochschulen in Österreich, Frankreich und den Niederlanden.
2010 ging sie nach Berlin und leitet seither das dortige Kulturzentrum des Instituto Camões, zudem lehrt sie dort auch Portugiesisch an der Humboldt-Universität und der Freien Universität. Sie fördert und betreut dort parallel Kulturprojekte zur deutsch-portugiesischen Begegnung. Eine erste Sammlung von Texten zu dem Thema erschien 2015, eine deutsche Ausgabe ist in Planung (Stand 2017).
Parallel zu ihrer vielfältigen Arbeit als Sprachwissenschaftlerin widmete sie sich auch der Schriftstellerei und schrieb eine Vielzahl Romane, Novellen, Erzählungen, Lyrik und Kinder- und Jugendliteratur, die seit 1992 in Portugal, Brasilien, den USA und Belgien veröffentlicht wurden.

## Werke (Auswahl)
- 1992: O canto de amor das baleias (Novellen, Livraria Minerva, Coimbra)
- 2000: Cavalgar um Raio de Luz (Roman, Contemporânea Editora, Porto)
- 2003: Monique (französisch-portugiesischsprachiger Roman, Editora Thesaurus, Brasilia, 2004 in Lissabon, 2007 in New York, 2007 in Rio de Janeiro)
- 2004: Os Espaços do Desejo (Erzählungen, Editora Thesaurus, Brasília)
- 2005: Intimidades – Antologia de Contos eróticos femininos portugueses e brasileiros (Sammlung erotischer Märchen, Editora Dom Quixote, Lissabon und Editora Record, Rio de Janeiro)
- 2008: O Porquinho Fortalhaças (Kinderbuch, Editora Contra Margem, Lissabon)
- 2008: Costaud, Le Petit Cochon (zweisprachig französisch-portugiesisches Kinderbuch, Editora Contra Margem, Lissabon)
- 2008: Kunuar (Lyrik, Mazza Editora, Brasília, 2009 in Lissabon, 2016 in New York)
- 2008: Marcela e o Segredo das Ilhas Perdidas (Kinder- und Jugendroman, Editora Contra Margem, Lissabon)
- 2009: Nkuma e Chem-Chem (Kindermärchen, Editora Contra Margem, Lissabon und Editora Chá de Caxinde, Luanda)
- 2009: Petro, bom de bola (Kindermärchen, Editora RJH, Belo Horizonte)

Außerdem stellte sie eine Reihe Sammlungen zusammen und schrieb dazu die Begleittexte.
Daneben ist sie Autorin von mindestens einem Dutzend Lehrbücher.